# گریت دانمو
longitudeگریت دانموlatitudeگریت دانمو
گریت دانمو (به انگلیسی: Great Dunmow) یک شهرک در بریتانیا است که در اسکس واقع شده‌است.